# Daredevil (videogioco)
Daredevil è un videogioco d'azione sviluppato da Griptonite Games e pubblicato da Encore Software esclusivamente per Game Boy Advance nel 2003. È basato sul film live action omonimo e più in generale sul personaggio di Daredevil.

## Trama[1]
Daredevil ed Elektra sono i personaggi giocabili del videogioco.
Stick appare come personaggio di supporto. All'inizio del gioco, informa Daredevil del fatto che Kingpin abbia messo una taglia sulla sua testa. Dopo la sconfitta di Kirigi da parte di Daredevil, Stick dice che Kingpin ha delle misteriose connessioni con Sewer King. Quando Daredevil sconfigge Echo, lo avverte che Bullseye lo sta aspettando in un cantiere.
Kirigi è un boss del gioco. Crede che Daredevil stia lavorando per conto di Kingpin e che sia stato mandato per ucciderlo, dato che la Mano era in guerra con la gang di Kingpin. Pare che Kirigi sia stato ucciso da Daredevil dopo essere stato sconfitto.
Echo è un boss nel gioco, in cui è una supercriminale che crede che Daredevil non sia mai stato in combutta con Kingpin. Dopo averla seguita per la metropolitana di New York, Daredevil la sconfigge.
Bullseye appare come boss. In questo gioco, aspetta Daredevil in un cantiere. Daredevil rivela a Bullseye che la taglia sulla sua testa era solo una truffa. Il supercriminale gli crede, ma gli rivela anche di essere un alleato di Kingpin. Daredevil lo sconfigge nel punto più alto del cantiere. A differenza della sua controparte del film o dei fumetti, Bullseye usa una pistola come arma.
Kingpin è il boss finale del gioco. In questo videogioco, il re della criminalità organizzata mette una taglia sulla testa di Daredevil, anche se poi ciò si rivelò come una truffa. Il supereroe lo interroga nel suo attico, dove gli viene rivelato che Daredevil ha fatto fuori i suoi alleati mentre lui creava un piano per sconfiggerlo. Dopo essere stato sconfitto da Daredevil, Kingpin gli dice che anche se l'eroe conosce la sua vera identità (Wilson Fisk), non può rivelare il suo segreto alla polizia. Alla fine del gioco, Fisk mente ai giornalisti sostenendo che l'arresto di Daredevil fosse solo una "distorsione mediatica".